# Real Casino Antiguo de Castellón
El Casino antiguo está ubicado en el espacio urbano denominado "Puerta del Sol" en la zona centro de Castellón de la Plana, España. Fue construido en el año 1923, siendo el arquitecto Francisco Maristany Casajuana.
El edificio es la sede de una entidad denominada anteriormente "Casino de Castellón", fundada en 1814. Su presidente fue el Barón de Benicasim y la primera sede fue ubicada en su propia casa, calle Caballeros n.º 20. En 1876 pasa a ocupar el lugar actual con la nueva denominación de "Casino Antic". Este lugar de ocio es utilizado en numerosos eventos públicos y privados para reuniones y banquetes.
El edificio ocupa un amplio solar con fachada a la "Puerta del Sol" y a la calle Enmedio. Responde a la transformación de un antiguo edificio del siglo XVIII, el Palacio de los Tirado, con cierto aire de casa de campo y pobre apariencia exterior. Es el resultado de un concurso convocado por el Ayuntamiento de Castellón ganado por el proyecto presentado por Joaquím Moragas y Francesc Maristany. Dicho proyecto proponía una nueva disposición interior y una importante actuación exterior.

## Descripción
Las obras se iniciaron en 1922 y consistieron en la elevación de un piso en la fachada de la calle Enmedio hasta la crujía de la escalera respetada en su totalidad y la reforma del Salón de Baile en el ala este; la reforma en su totalidad de las dos fachadas y la construcción de la torre cuadrada del segundo piso.
Como resultado de la intervención, el edificio adquiere un notable carácter marcado por la interesante volumetría y por los elementos ornamentales que dan la nota de distinción y elegancia.
La fachada principal presenta un perfil escalonado que comienza con la torre en la esquina con la calle Enmedio y reduce su altura hasta llegar al nivel de dos plantas. La esquina opuesta de la fachada principal también se remata con una torre que absorbe el cambio de alturas con la fachada lateral que vuelca al jardín.
Este interesante proyecto de reforma sobre un edificio de escaso interés nos deja ver una arquitectura que parece de nueva planta, en la que no hubiera existido ningún condicionante en su composición.
La planta baja se diferencia del resto por su tratamiento como base, con zócalo corrido y acanaladuras horizontales en los paramentos. La separación intencionada de esta planta se produce a través del balcón corrido con balaustrada que marca el inicio de la composición de las plantas superiores, en estas plantas los huecos verticales son reforzados por elementos ornamentales trabajados en piedra.
Se trata de un caso de reforma de un edificio, no solo en el plano funcional sino también en el estético. Partiendo de otro de mediados del siglo XVIII, de pobre apariencia externa, y a través del proyecto de Maristany y Moragas se obtiene un edificio con distinta volumetría y lenguaje, de gran calidad y elegancia. Las fachadas, de lenguaje ecléctico tienen un claro referente en los modelos platerescos salmantinos como es el caso del palacio de Monterrey.
Ejemplo de edificio significativo por su función, ubicación y como caso muy bien resuelto, de un proyecto de reforma. Este edificio se convierte en uno de los más representativos de Castellón, coincidiendo con la primera obra de un arquitecto de gran trayectoria profesional como es el caso de Francesc Maristany Casajuana.